# الكلية العصرية
الكلية العصرية الجامعية (بالإنجليزية: Modern University College) وتختصر (MUC)، وهي كلية جامعية تمنح درجتي البكالوريوس والدبلوم في 29 تخصصاً، تأسست في مدينة رام الله في الضفة الغربية في فلسطين.

## التأسيس
تأسست الكلية العصرية الجامعية في العام 1983 ضمن فلسفة تعليمية، تجمع بين الجانبين الأكاديمي والتطبيقي، انسجاماً مع حاجة المجتمع الفلسطيني، وتناغماً مع متطلبات سوق العمل فيه، وانطلاقاً من أن خريجيها يجب أن يكون لهم دور فاعل في العملية التنموية.
تركّز الكلية العصرية الجامعية على التعليم والتدريب المهني والتقني، حسب أفضل المعايير المحلية والعالمية مستفيدة من تجارب الدول المتقدمة التي حققت نجاحات باهرة في التنمية مثل ألمانيا واليابان وكوريا وماليزيا والصين الشعبية والهند... إلخ، وبما يتلاءم مع الاستراتيجية الوطنية وسياسات وزارة التربية والتعليم العالي الفلسطينية.

## المكان
تقع وسط مدينة رام الله، في منطقة مجمع فلسطين الطبي.

## المباني
للعصرية الجامعية ثلاثة مواقع تعليمية، في محافظة رام الله والبيرة، وهذه المواقع هي: الموقع الرئيس، وهو مبنى  المحامي الدكتور حسين الشيوخي رحمه الله، ويشمل مكاتب الإدارة الرئيسة، ويقع في قلب مدينة رام الله، فيما الموقع الثاني في مدينة البيرة، وأما الموقع الثالث فيقع في مدينة بيتونيا، وهذه المواقع الثلاثة مجهّزة بالمختبرات وا التجهيزات والمصادر التعليمية اللازمة، وترتبط فيما بينها إلكترونيا وعبر شبكة اتصالات واحدة.

## نظام الدراسة
تعتمد الكلية العصرية الجامعية في تدريسها، نظام الساعات المعتمدة للتخصصات كافة، ويتوزع العام الأكاديمي على فصلين دراسيين مدة كل فصل 16 اسبوعاً، بالإضافة إلى دورة صيفية مدتها 8 أسابيع بما في ذلك فترة الامتحانات النهائية في كل فصل، وتحدد بداية كل فصل دراسي ونهايته بالتقويم الأكاديمي للكلية العصرية الجامعية، وتعتمد في تدريسها اللغة العربية (لغة رئيسة) بالإضافة إلى اللغة الإنجليزية لبعض التخصصات.

### البيئة الإلكترونية
تحرص العصرية الجامعية على توفير بيئة متطورة لتكنولوجيا المعلومات، وترتبط المواقع التعليمية الثلاثة بشبكة (Network) داخلية، بحيث تكون سريعة وآمنة، وتسمح بمشاركة الأنظمة والبرامج الإلكترونية المحوسبة في مواقعها التعليمية، إضافة إلى توفير  خدمة الإنترنت المجاني للطلبة جميعهم وفي مختلف مواقعها، كما أن «العصرية» تدير موقعا إلكترونيا محدثا يعتبر من المواقع المثلى على صفحات الإنترنت.

## البرامج والتخصصات الدراسية
في الكلية العصرية الجامعية، مستويين دراسيين رئيسين، الأول بكالوريوس والثاني برنامج الدبلوم المهني.

### أولا: برامج البكالوريوس
- إدارة الأعمال الإلكترونية
- القانون
- إدارة السياحة والفندقة
- التمريض
- العلاج الطبيعي
- تقنيات التخدير والإنعاش
- الشبكات والأمن السيبراني
- جودة الرقابة الصحية والسلامة المهنية
- التربية الخاصة
- تربية الطفولة المبكرة

### ثانيا: برامج الدبلوم المتوسط
- فني الإسعاف والطوارئ
  - التمريض
  - التخدير والإنعاش
  - العناية التنفسية
  - العلاج الطبيعي
  - المراقبة الصحية
  - الصيدلة
  - التسويق والتجارة الإلكترونية
  - الإدارة التقنية
  - المحاسبة التقنية
  - العلوم المالية والمصرفية
  - الصحافة والإعلام الرقمي
  - الأراضي والمساحة
  - مساعد عدلي
  - تكنولوجيا المعلومات المحوسبة
  - السياحة والفندقة
  - تربية الطفل
  - الأتمتة الصناعية
  - التصميم الجرافيكي

## دوائر الكلية العصرية الجامعية
تضم الكلية عددا من الأقسام والدوائر، وهي:
وحدة الجودة النوعية، منتدى العصرية الإبداعي، عيادة الإغاثة القانونية، المحكمة الصورية، وحدة الإرشاد المهني ومتابعة الخريجين، المختبرات، المكتبة، دائرة القبول والتسجيل، دائرة الامتحانات والتقييم، دائرة شؤون الطلبة، دائرة الإرشاد المهني ومتابعة الخريجين، دائرة العلاقات العامة والإعلام، دائرة تكنولوجيا المعلومات، والصيانة.
نشرات دورية
تصدر عن الكلية العصرية الجامعية، صحيفة ومجلة دوريتان، الأولى عن قسم القانون والثانية عن قسم الصحافة والاعلام، من إنتاج طلبة القسمين وباشراف الاساتذة من القسمين.